# Futbol al Kazakhstan

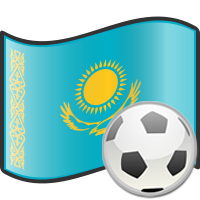

El futbol és l'esport més popular al Kazakhstan, seguit de l'hoquei sobre gel. És governat per la Federació de Futbol del Kazakhstan.

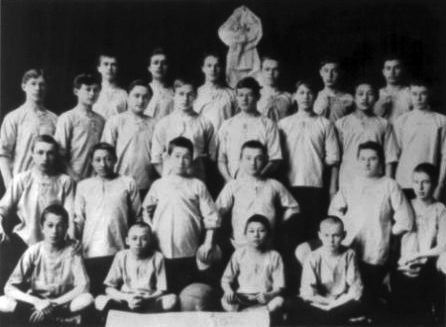
Pioneers del futbol Kazakh FC Yarysh de Semipalatinsk, 1914.

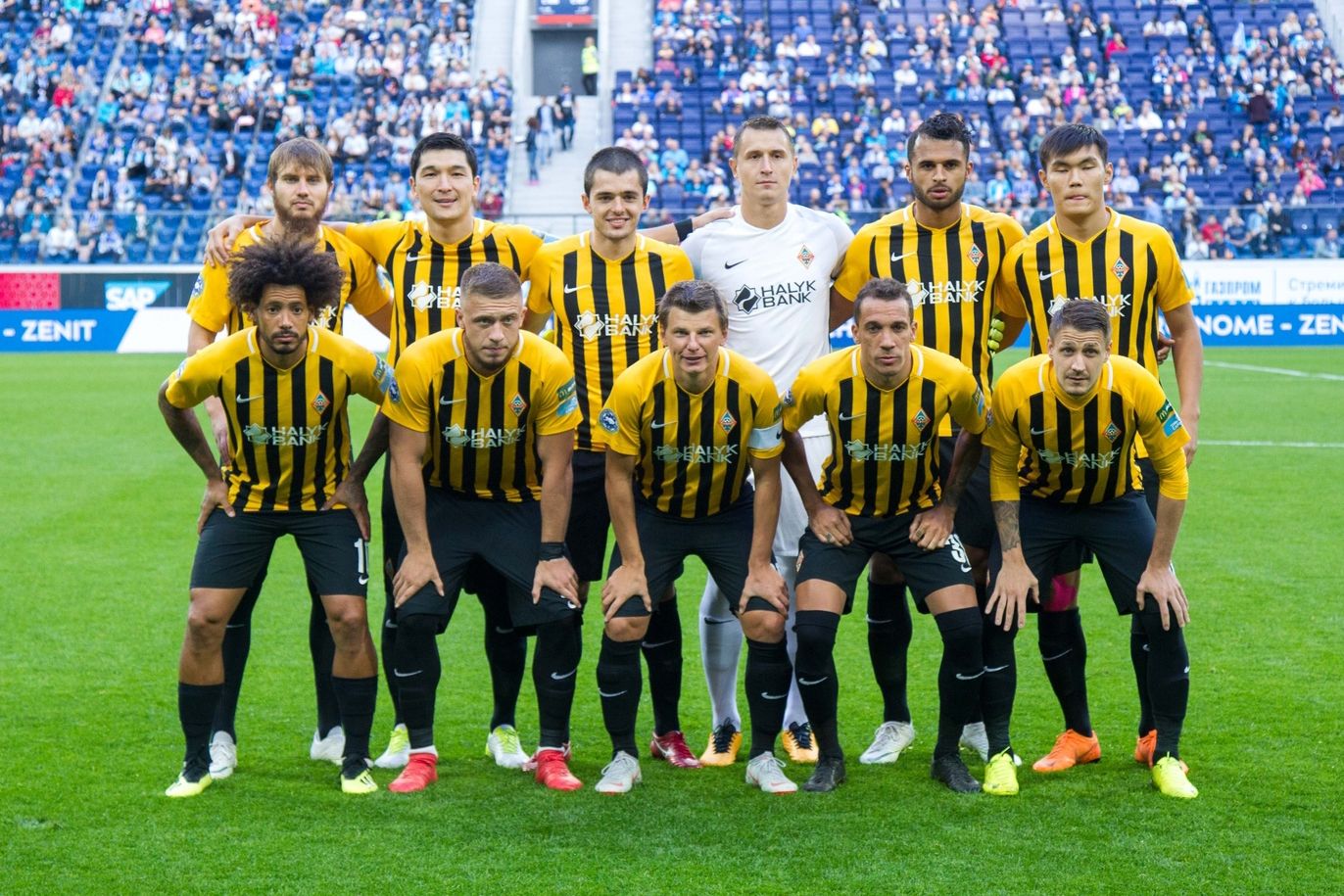
FC Kairat, 2018.

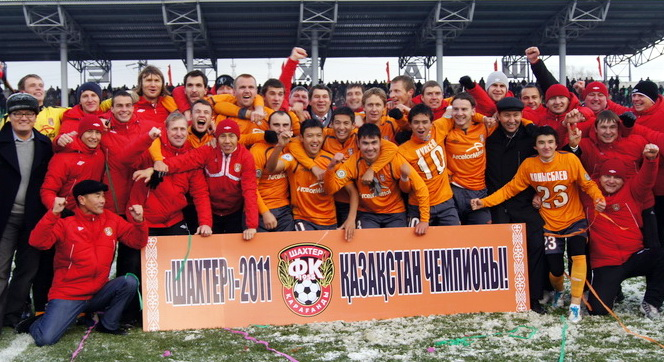
FC Shakhter Karaganda, 2011.

## Història
El futbol aparegué al Kazakhstan a Semey abans de la I Guerra Mundial, introduït per mercaders britànics. Entre els primers jugadors del país destacà l'escriptor Mukhtar Auezov, que jugà pel club Yarysh. Posteriorment aparegueren clubs a Pavlodar i Dzhambul, i la selecció de l'RSS del Kazakhstan el 1928. Durant la dècada de 1930 els clubs kazakhs participaven regularment a les categories inferiors del futbol soviètic. Després de la II Guerra Mundial començaren les competicions regionals kazakhs. El FC Kairat Almaty fou el primer club en participar en la màxima divisió soviètica el 1960. Després de la caiguda de la Unió Soviètica es fundà l'Associació de Futbol de la República del Kazakhstan el 1992, ingressant a la FIFA i a la Confederació Asiàtica de Futbol. Posteriorment adoptà el nom de Federació de Futbol del Kazakhstan i ingressà a la UEFA el 2002.

## Competicions
- Lliga:
  - Kazakhstan Premier League
  - Primera Divisió del Kazakhstan
  - Segona Divisió del Kazakhstan
- Copa kazakh de futbol

## Principals clubs
Clubs més títols de lliga i copa del país (1991-2018).
- FK Aktobe
- FK Astana
- FC Ertis Pavlodar
- FK Astana-1964
- FC Yelimay Semipalatinsk
- FK Kairat Almaty
- FK Xakhtar Karaganda
- FK Taraz
- FK Tobol Kostanay
- FK Alma-Ata
- FK Atyrau
- FK Ordabasy Shymkent

## Jugadors destacats
Font:
Des de 1960
- Sergo Kutivadze
- Sergey Kvochkin
- Vladimir Lisitsin
- Timur Segizbayev

Des de 1970
- Seilda Baishakov
- Aleksandr Khapsalis
- Kuralbek Ordabayev
- Aleksandr Tarkhanov

Des de 1980
- Valeri Glushakov
- Evstaphiy Pechlevanidis
- Eduard Son
- Sergei Stukashov
- Serguei Volguin
- Evgeny Yarovenko

Des de 1990
- Vladimir Niederhaus
- Oleg Voskobóinikov

Des de 2000
- Ruslan Baltiev
- Andrei Karpovich
- Aleksandr Kuchma
- Samat Smakov
- Nurbol Zhumaskaliyev

Des de 2010
- Yuriy Logvinenko

## Estadis

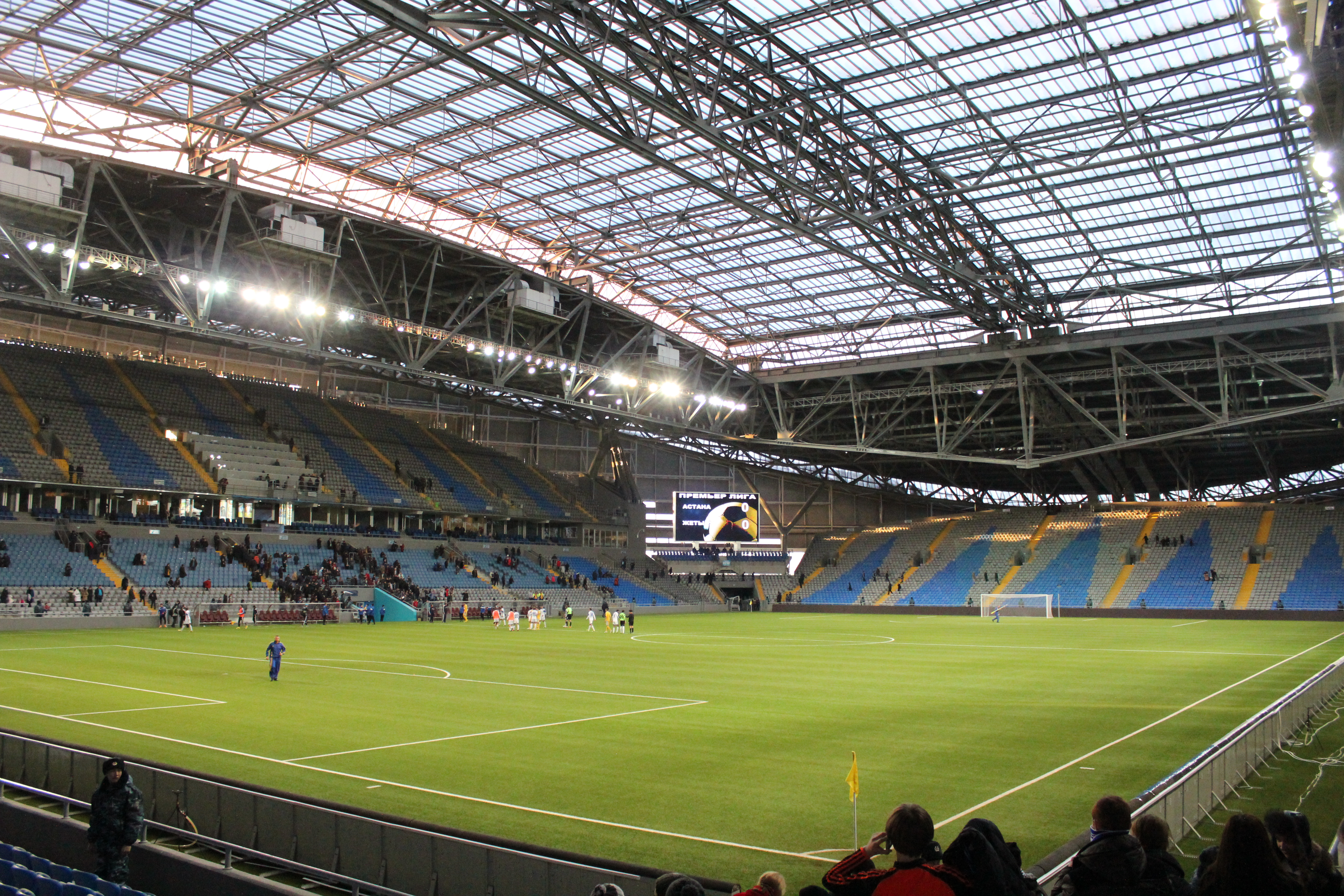
Astana Arena.

| Estadi                        | Capacitat | Ciutat     | Inauguració |
| ----------------------------- | --------- | ---------- | ----------- |
| Astana Arena                  | 30.000    | Astanà     | 2009        |
| Estadi Central d'Almaty       | 26.000    | Almati     | 1958        |
| Estadi Kazhymukan Munaitpasov | 20.000    | Ximkent    | 1969        |
| Estadi Shakhtyor              | 19.500    | Kharagandí | 1958        |
| Estadi Central d'Aktobe       | 13.500    | Aktobe     | 1975        |